# Jan Kubelík
Jan Kubelík (Praga, 5 luglio 1880 – Praga, 5 dicembre 1940) è stato un violinista e compositore ceco.

## Biografia
Era figlio di un giardiniere, che insegnò a tutti i figli da piccoli a suonare il violino. Jan dimostrò eccezionali attitudini per questo strumento, e il padre lo mandò a studiare con K. Weber (1888-1889), K. Ondricek (1890-91). Proseguì gli studi di violino con il professor Otakar Ševčík (1892-1898) e di composizione con J. Foester, K. Knittl e K. Stecker al Conservatorio di Praga. Si trasferì poi a Vienna dove debuttò nel 1898. Da quel momento intraprese la carriera di concertista effettuando numerose tournée in tutto il mondo. Dal 1915 alternò l’attività di concertista con quella di compositore in particolare di brani per violino. Nel corso della sua carriera ha utilizzato una serie di preziosi violini di Antonio Stradivari (1687, 1713, 1715) di Giovanni Battista Guadagnini (1750), di Giuseppe Guarneri del Gesù (1735) e di David Tecchler (1725).
Jan Kubelík era il padre del compositore e direttore d'orchestra Rafael Kubelík.